# Värmevallning
Värmevallning eller blodvallning är tillfälliga och ofta återkommande besvär före och efter menopaus, med plötsliga värmevågor i kroppen, ofta tillsammans med rodnad och svettning. En klassisk värmevallning förknippas allmänt med klimakteriet. Tillstånd som liknar eller är identiska med värmevallningar kan ingå i symtombilden vid panikångest, giftstruma, diabetes, carcinoider, carcinom, berusning, med mera. Om en kvinna i fertil ålder tar läkemedel som sänker östrogennivåerna, kan hon också drabbas.
Tillståndet kan förväxlas med feber, men kroppstemperaturen höjs inte, dock höjs hudens temperatur. Kroppstemperaturen under en värmevallning brukar understiga 37C. Precis innan en värmevallning kan kroppstemperaturen stiga, men detta sker så hastigt att det inte hinner uppmätas med muntermometer eller rektal termometer, och örontermometer kan ge falska värden tillföljd av hettande ansikte.
En klimaktierisk värmevallning börjar uppe i huvudet och sprider sig ner i fötterna, eller är begränsad till överkroppen och går upp mot ansiktet och halsen. Samtidigt med värmen börjar vanligen ansiktet rodna och kroppen svettas, och somliga får hjärtrusningar (med palpitationer). Tillståndet varar som regel någon minut, men enskilda kan ha mycket kortare (några sekunder) eller mycket längre (flera minuter) värmevallningar. Värmevallningen åtföljs ofta av frossa. Somliga får framför allt nattliga svettattacker. Värmevallningarna kan vara återkommande i flera månader, men några få kvinnor har återkommande värmevallningar under flera år runt menopaus. De kan återkomma en gång i timmen, någon gång i veckan, eller några enstaka gånger under hela klimakteriet.
Vad som orsakar tillståndet är inte helt klarlagt, men det tycks endokrint sett bero på de förändrade nivåerna av östrogen (östrogenbrist) under klimaktieret, samt på förändrad aktivitet på serotonin och noradrenalin. Neurologiskt har värmevallningarna att göra med förändringar i termoregleringen via hypotalamus. Att huden hettar och rodnar beror på vasodilation, och de neurologiska betingelserna kan uppstå i reaktion på detta, ett missförstånd att kroppstemperaturen skulle vara förhöjd när det i själva verket är blodgenomströmningen i huden som ökar. Risken att drabbas av värmevallningar ökar av rökning, fetma, undervikt, stillasittande, tidigt och hastigt klimaktierium, och att ha haft bröstcancer.
Den som drabbas av värmevallningar har ofta koncentrationsproblem, minnesproblem, och ibland depressioner. Nattliga svettningar ger ofta sömnproblem.